# Mike Rutherford
Mike Rutherford (Guildford, Engleska, 2. listopada 1950.) je britanski glazbenik. Član je, te jedan od osnivača sastava Genesis. Uz Tonyja Banksa član je prve postave sastava. U počecima djelovanja sastava, svirao je bas i ritam gitaru, te gitaru s dvanaest žica. Odlaskom Stevea Hacketta 1977., postaje glavnim gitaristom sastava. Osim kao glazbenik, u radu Genesisa sudjelovao je i kao tekstopisac ("Follow You, Follow Me", "Turn It On Again", "Land of Confusion", "Throwing It All Away", i mnoge druge). Također je i osnivač i član sastava Mike + The Mechanics.

## Diskografija

### Genesis
- albumi sa sastavom Genesis

### Solo albumi
- 1980. Smallcreep's Day
- 1982. Acting Very Strange

### Mike + The Mechanics
- 1985. Mike + the Mechanics
- 1988. Living Years
- 1992. Word of Mouth
- 1995. Beggar on a Beach of Gold
- 1996. Hits
- 1999. Mike & The Mechanics M6
- 2000. Favourites/The Very Best Of
- 2004. Rewired
- 2011. The Road

## Vanjske poveznice
- Službene stranice sastava Genesis